# Thalassoma noronhanum
Thalassoma noronhanum är en fiskart som först beskrevs av Boulenger, 1890.  Thalassoma noronhanum ingår i släktet Thalassoma och familjen läppfiskar. IUCN kategoriserar arten globalt som livskraftig. Inga underarter finns listade i Catalogue of Life.